# Dantewada (stad)
Dantewada is een nagar panchayat (plaats) in het district Dantewada van de Indiase staat Chhattisgarh. 

## Demografie
Volgens de Indiase volkstelling van 2001 wonen er 6.632 mensen in Dantewada, waarvan 53% mannelijk en 47% vrouwelijk is. De plaats heeft een alfabetiseringsgraad van 70%. 